# Joseph Patrat
Joseph Patrat (Arles, 7 maggio 1733 – Parigi, 4 giugno 1801) è stato un attore teatrale e drammaturgo francese.

## Biografia
Figlio di un macchinista, da adolescente svolse una vita inquieta, tanto da sperperare un bel patrimonio ereditato.
Patrat iniziò la sua carriera a Berlino nel 1755, proseguendola nei Paesi Bassi dal 1756 al 1763, in particolare a Bruxelles nella compagnia del Théâtre de la Monnaie/De Munt. Ha poi recitato a Marsiglia e Ginevra, dove ha incominciato a comporre opere teatrali.
Autore di una quarantina di opere teatrali pubblicate, ma autore di un numero ben maggiore di testi, Patrat fece anche parte della compagnia di Mademoiselle Montansier prima di stabilirsi a Parigi, dove scrisse la maggior parte delle sue opere per la Comédie-Française, il Théâtre des Variétés-Amusantes, il Théâtre Montansier, il Teatro Ambigu-Comique e soprattutto il Théâtre de la comédie italienne, il Teatro Palais-Royal, il Teatro Feydeau e il Teatro Odéon.
Le sue opere vennero definite un po' tradizionali dai critici teatrali, nelle quali Patrat seguiva i gusti del pubblico contemporaneo sia per quanto riguarda il comico sia per il drammatico.
La sua opera di maggiore successo risultò Misanthropie et repentir, che ebbe, secondo le cronache del tempo, un grandioso "successo di lagrime".
Anche sua figlia Justine fu una apprezzata attrice.

## Opere

### Teatro
- 1762 : Ésope à Cythère;
- 1772 : La Contretemps;
- 1778 : La Fête du cœur;
- 1780 : L'Heureuse Union;
- 1780 : Le Répertoire;
- 1781 : Les Deux Morts ou la Ruse de carnaval;
- 1781 : Le Fou raisonnable ou l'Anglais;
- 1781 : Le Mariage de Toinette ou la Fête bretonne;
- 1782 : Il ne faut pas dire fontaine, je ne boirai pas de ton eau;
- 1782 : L'Heureuse Supercherie;
- 1783 : L'Heureuse Erreur;
- 1783 : La Pension genevoise ou l'Éducation;
- 1783 : La Kermesse ou la Foire flamande;
- 1783 : La Résolution inutile ou les Déguisements amoureux;
- 1784 : Le Conciliateur à la mode ou les Étrennes au public;
- 1786 : Les Méprises par ressemblance;
- 1787 : Toinette et Louis;
- 1787 : Isabelle et Rosalvo;
- 1789 : L' Amour, la raison et les Volontaires orléanais;
- 1789 : L'Heureuse Ressource;
- 1789 : Les Deux Frères;
- 1790 : La Fausse Nièce;
- 1790 : Le Sourd et l'Aveugle;
- 1791 : Adélaïde et Mirval ou la Vengeance paternelle;
- 1791 : La Menteuse par point d'honneur;
- 1791 : Le Débat des muses;
- 1792 : Les Deux grenadiers ou les Quiproquos;
- 1792 : L'Officier de fortune ou les Deux Militaires;
- 1793 : L'Heureux Quiproquo ou le Présent;
- 1793 : Le Valet mal servi;
- 1795 : Toberne ou le Pêcheur suédois;
- 1796 : L'Orpheline;
- 1797 : Mirza ou le Préjugé de l'amitié;
- 1797 : L'Espiègle;
- 1797 : La Petite Ruse;
- 1797 : Le Complot inutile;
- 1798 : Les Amants protées ou Qui compte sans son hôte compte deux fois;
- 1798 : La Vengeance;
- 1799 : François et Rouffignac.